# Zufallsfund
Als Zufallsfund bzw. Zufallserkenntnis bezeichnet man im Strafverfahrensrecht bestimmte Beweisinformationen, die in keiner Beziehung zu der Anlasstat stehen, aber auf die Verübung einer anderen Straftat hindeuten (§ 108 Abs. 1 Satz 1 StPO). Problematisch ist die Verwendung in einem Strafverfahren zu einem Zweck, der nicht dem ursprünglichen, die Informationserhebung legitimierenden Zweck entspricht.

## Beispiele
Wenn die Staatsanwaltschaft zum Beispiel Ermittlungen wegen Bildung krimineller Vereinigungen einleitet und bei einer Durchsuchung in der vermeintlich konspirativen Wohnung zwar keinen Hinweis auf eine kriminelle Vereinigung, wohl aber vermeintliches Diebesgut findet, dann ist dieses Diebesgut ein Zufallsfund.
Sollte in diesem Beispiel das Diebesgut einem Diebstahl zuzuordnen sein, ergibt sich ein neuer Tatverdacht, welcher möglicherweise eine Sicherstellung bzw. Beschlagnahme zulässt.
Weitere Beispiele:
- Bei einer heimlichen Telefonüberwachung wegen Handeltreibens mit Betäubungsmitteln gesteht der nichtsahnende Gesprächspartner des Beschuldigten, sich nachts zuvor unerlaubt von einem Unfallort entfernt zu haben.
- Die polizeiliche Videoüberwachung während eines Fußballspiels zeichnet nicht nur Gewalttaten, sondern auch den Trickdiebstahl durch einen Tribünengast auf.
- DNA-Identifizierungsmuster, die am Tatort eines Tötungsverbrechens gefunden werden, lassen sich über die DNA-Datenbank des Bundeskriminalamtes einem Jahre zurückliegenden Bankraub zuordnen.

## Situation in Deutschland
Im deutschen Strafprozessrecht können Zufallserkenntnisse im Rahmen eines Strafverfahrens nur unter bestimmten Voraussetzungen verwertet werden. Wegen des Zweckbindungsgrundsatzes aus dem Grundrecht auf informationelle Selbstbestimmung bedarf jede zweckändernde Verwendung personenbezogener Daten im bzw. aus dem Strafverfahren einer Rechtsgrundlage und darf nicht durch Verwendungsbeschränkungen ausgeschlossen sein. Dies gilt sowohl für die Verwendung von auf gefahrenabwehrrechtlicher Grundlage gewonnene Erkenntnisse in einem Verfahren zur Strafverfolgung als auch für die Nutzung von Daten aus einem bestimmten Strafverfahren zur Aufklärung einer anderen prozessualen Tat.
Im Grundsatz gilt die Theorie des sog. hypothetischen Wiederholungseingriffs (Hypothese der rechtmäßigen Alternativerlangung). Danach kommt es darauf an, auf welcher Rechtsgrundlage bestimmte Daten erhoben wurden: Darf eine verdeckte Maßnahme wie die Telekommunikationsüberwachung oder eine Online-Durchsuchung nur bei Verdacht bestimmter Katalogstraftaten angewandt werden (vgl. § 100a Abs. 2 StPO, § 100b Abs. 2 StPO), so sind daraus gewonnene Zufallsfunde nur zum Beweis einer ebenfalls im Straftatenkatalog der betreffenden Eingriffsbefugnis enthaltenen Tat verwertbar, wegen der die Maßnahme ursprünglich hätte angeordnet werden dürfen (vgl. § 161 Abs. 3, § 479 Abs. 2 S. 1 StPO). Ist eine Ermittlungsmaßnahme dagegen – wie etwa die Durchsuchung – bei jeder Straftat zulässig, so sind auch daraus gewonnene Zufallsfunde unbeschränkt verwertbar (vgl. § 108 Abs. 1 StPO). Dies gilt jedoch für Zufallsfunde anlässlich einer Durchsuchung bei anderen Personen als dem Beschuldigten nur eingeschränkt (§ 108 Abs. 1 Satz 3, § 103 Abs. 1 Satz 2 StPO).
Im Einzelnen werden jedoch weitgehende, zum Teil sehr schwierig abzugrenzende Ausnahmen zugelassen. So kommt es darauf an, ob eine Zufallserkenntnis unmittelbar zum Beweis einer Straftat verwertet werden soll oder ob mit seiner Hilfe nur andere Beweisinformationen gefunden werden (sog. Fernwirkung). Weiterhin können Ausnahmen bestehen, wenn sich die Tat, wegen der ermittelt wurde, und jene Tat, die mit dem Zufallsfund bewiesen werden soll, als sog. prozessuale Einheit darstellen.
Ein Zufallsfund entfällt indes bei Gegenständen, deren Besitz i. d. R. selbst bereits eine Straftat darstellt, wie z. B. Betäubungsmittel, Kriegswaffen o. ä., da diese der Einziehung unterliegen. Das Objekt, welches den Zufallsfund verkörpert, muss nach dem Wortlaut des § 108 Abs. 1 Satz 1 StPO lediglich „auf die Verübung einer anderen Straftat hindeuten.“ Diese Gegenstände „sind einstweilen in Beschlag zu nehmen.“ Die durchsuchenden Personen sind also in der Entscheidung nicht frei, sondern zur Beschlagnahme verpflichtet (vgl. Ermessensreduzierung auf Null).

## Kritik
Da die einzelnen Ermittlungsbefugnisse von dem Verdacht einer Katalogstraftat abhängen, wegen derer ermittelt wird, könnten missbräuchlich Verfahren eingeleitet werden, um gezielt nach „Zufallsfunden“ zu suchen, die man mit den an sich zulässigen Ermittlungsmethoden nicht erlangen könnte.
Erweiterte Ermittlungsbefugnisse sind z. B. die Postkontrolle und Telefonüberwachung (§ 100a StPO), langfristige Observationen (§§ 100c StPO Abs. 1 a b, § 100c Akustische Wohnraumüberwachung und 163f StPO Längerfristige Observation), der systematische Einsatz von V-Leuten und verdeckten Ermittlern (§ 110a StPO bzw. § 110c StPO), die Rasterfahndung, des Weiteren die 1994 eingeführte und 1999 ausgelaufene Kronzeugenregelung (§ 129 Abs. 2 StGB alte Fassung) und seit 1998 auch der Große Lauschangriff in und aus Wohnungen (§ 100c Abs. 1, Nr. 3 StPO).
Diese Befugnisse hätte man z. B. bei Drogendelikten im Bagatellbereich oder einfacher Sachbeschädigung (Graffiti) nicht, wohl aber, wenn man den (letztlich nicht haltbaren) Zusammenhang zu einer kriminellen oder terroristischen Vereinigung herstellt.